# 11167 Кунжак
11167 Кунжак (11167 Kunzak) — астероїд головного поясу, відкритий 23 березня 1998 року.
Тіссеранів параметр щодо Юпітера — 3,576.
Назва на честь села Кунжак чеськ. Kunžak в Південночеському краї.